# Polnische Badmintonmeisterschaft 1970
Die Polnische Badmintonmeisterschaft 1970 fand vom 21. bis zum 22. November 1970 in Andrychów statt.

## Medaillengewinner
| Disziplin    | Gold                                            | Silber                                                        | Bronze                                                                                                   |
| ------------ | ----------------------------------------------- | ------------------------------------------------------------- | --- |
| Herreneinzel | Wiesław Świątczak (Łódź)                        | Andrzej Domagała (Wrocław)                                    | Zbigniew Śmilgin (Szczecin) Jan Makaruś (Szczecin)                                                       |
| Dameneinzel  | Irena Karolczak (Wrocław)                       | Maria Domańska (Kraków)                                       | Teresa Masłowska (Warschau) Lidia Baczyńska (Wrocław)                                                    |
| Herrendoppel | Jerzy Przybylski (Poznań) Lech Woźny (Poznań)   | Marek Danowski (Warschau) Rudolf Ogrodzki (Warschau)          | Zbigniew Śmilgin (Szczecin) Marek Złomko (Szczecin) Włodzimierz Kacprzak (Łódź) Jerzy Szczerbicki (Łódź) |
| Damendoppel  | nicht ausgetragen                               | nicht ausgetragen                                             | nicht ausgetragen                                                                                        |
| Mixed        | Jan Makaruś (Szczecin) Jolanta Proch (Szczecin) | Bogusław Żołądkowski (Warschau) Bogumiła Chodownik (Warschau) | Wiesław Świątczak (Łódź) Wanda Wegner (Łódź) Grzegorz Grzybowski (Poznań) Krystyna Bednarek (Poznań)     |